# Scrobipalpa aptatella
Scrobipalpa aptatella (tên tiếng Anh: Sâu bướm đục thân thuốc lá) là một loài bướm đêm thuộc họ Gelechiidae. Nó được tìm thấy ở Úc.
Ấu trùng ăn Nicotiana tabacum.